# Degelpers

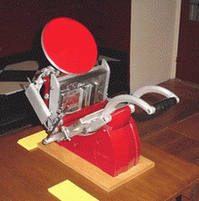
Klein model handdegelpers van het type Adana. De eigenlijke degel bevindt zich in het verlengde van de hefboom. Zichtbaar zijn de inktschijf met daaronder de drukvorm en de inktrollen

Een degelpers is een drukpers die volgens het hoogdrukprincipe werkt. Hierbij worden alleen de hoogst gelegen gedeelten van de drukvorm met inkt ingerold en afgedrukt. De drukvorm kan bestaan uit loden of houten letters, lijnen en/of afbeeldingen. Een afbeelding kan een cliché, houtsnede of linosnede zijn. In het verleden werden degelpersen ook gebruikt om braille in papier aan te brengen.
De drukvorm wordt in de degelpers geplaatst. De schijf van de pers wordt van inkt voorzien. Daarna wordt de drukvorm beïnkt. Het te bedrukken materiaal, meestal papier, wordt op de degel (een vlakke plaat) gelegd. Hiermee wordt druk op de drukvorm uitgeoefend, waardoor de afbeelding wordt overgezet op het te bedrukken materiaal.

## Geschiedenis
Van de allereerste drukpersen - rond 1450 tot 1550 - zijn geen of weinig afbeeldingen bekend. Algemeen wordt aangenomen, dat deze persen waren afgeleid van de wijnpersen die toen in gebruik waren. Het waren houten constructies, met veel smeedwerk, die met de hand werden bediend. Tot laat in de negentiende eeuw was drukken meestal handbediening: zowel het ininkten, in- en uitleggen van papier en het uitoefenen van de druk wordt met de hand gedaan. Men spreekt dan ook wel van een handpers. De druk wordt verkregen met behulp van een schroef, waarbij de degel wordt aangedraaid. Houten persen konden slechts een beperkt oppervlak bedrukken, de houten constructie zou anders bezwijken onder de daarvoor benodigde krachten. Daarom werd in twee "teugen" gedrukt, nadat eerst een helft was afgedrukt, werd de degel weer omhoog gebracht, het fundament met het zetsel verschoven, en pas daarna het tweede deel gedrukt.
Het papier werd meestal bevochtigd alvorens het te bedrukken, omdat het papier dan de inkt veel beter aan kon nemen. Om paswerk te kunnen leveren, werd het papier in een speciale constructie ingeklemd, bestaande uit: een timpaan en een frisket. Het timpaan is een raam, waarop oorspronkelijk een vel dun perkament was gespannen, waarop naar behoefte extra papier werd geplakt om te zorgen dat de druk op het zetsel overal gelijk was. Het frisket bevatte een groot vel papier of perkament, waarin de pagina's waren uitgesneden. Zo kon het papier vlak en schoon blijven.

### IJzeren pers
De eerste ijzeren handpers werd omstreeks 1800 in Engeland gebouwd door Charles Earl Stanhope. Deze pers bezat nog een schroefmechanisme in combinatie met een hefboommechanisme. Het benutten van ijzer in plaats van hout zorgde voor een grotere stabiliteit. Tussen 1810 en 1820 kwamen dit soort persen op de markt. Na deze Stanhope-persen werden ijzeren degelpersen ontwikkeld waarbij de druk uitsluitend met behulp van een hefboom met scharnier werd uitgeoefend, zodat het schroefmechanisme verviel. De eerste van deze persen, de Columbian, werd ontwikkeld door de Amerikaan George Clymer (1813). Vanaf 1817 werd deze in Engeland geproduceerd. Verdere ontwikkelingen omvatten de kniehefboom-pers, waarbij de degel met behulp van een veermechanisme weer terug kwam.
Bij al deze persen bevond het zetsel zich nog op een horizontale plaat, terwijl de druk nog steeds werd uitgeoefend met de degel.
De discontinue werking begrensde de toename van de productiviteit op hoogstens 250 enkelzijdige afdrukken per uur. Er was bovendien veel mankracht nodig om de degelpersen te bedienen: een persoon aan de trekstang, een persoon om in te inkten en een persoon om het fundament heen en weer te bewegen om het onder de pers vandaan te halen, om het timpaan en frisket open te klappen, en het papier in en uit de pers te halen. Een en ander diende dan met voldoende nauwkeurigheid te geschieden, omdat anders de pagina's met schoon- en weerdruk niet tegenover elkaar op het blad zouden passen.

### Amerikaanse degelpersen
Daarom werd in Amerika in de negentiende eeuw een aantal degelpersen ontwikkeld, die door één man bediend konden worden, met een automaat om in te inkten. Bij deze degeltypen staat het zetsel vaak verticaal opgesteld, en maakt de degel een deel van een cirkel-beweging.
- Zetsel staat vast, de degel beweegt:
  - Boston-degel
  - Galley-degel
- Zetsel en degel bewegen beide
  - Gordon-degel
  - Liberty-degel
    - in 1860 uitgevonden door Frederik Otto Degener in New York, later werd de fabriek overgenomen door Weiler. Een deel van de productie vond in Berlijn plaats. Verder werden door diverse machinefabrieken in Europa kopieën gefabriceerd.[2]

Soms werden deze degelpersen aangedreven met een hefboom, die met de hand bediend werd. Zoals de Adana-pers, die trouwens van het type Boston-degel is. Andere werden aangedreven met een pedaal (de trapdegel) en een groot vliegwiel om te zorgen voor een gelijkmatige gang. Dat vliegwiel kon dan worden gebruikt om met drijfriemen de pers aan te drijven. Uiteindelijk namen elektromotoren deze functie over. Als ook het in- en uitleggen van papier geautomatiseerd werd, dan sprak men van een degelautomaat.

### Kinderarbeid
Voor de komst van de degelautomaat werd het inleggen en uitnemen van het te bedrukken materiaal met de hand gedaan. Dit werk was niet zonder risico voor verwonding aan de handen. Tot ver in de 20e eeuw werd het toch dikwijls als kinderarbeid uitgevoerd. In Amerika stond de Chandler&Price trapdegel bekend onder de bijnaam 'alligator'. 
De Liberty-pers, waar de degels geheel open en horizontaal zijn op het moment dat het papier in en uitgehaald moet worden, is veel veiliger in dit opzicht. Deze pers was in de Verenigde Staten van Amerika echter weinig populair, vanwege de mindere productiviteit.

## Einde
De degelpers werd – vanaf 1811 – opgevolgd door de cilinderpers of snelpers, die vanaf het begin al een grotere productiviteit kon behalen, vanaf 800 afdrukken per uur.
Degelpersen worden soms nog wel gebruikt voor het vervaardigen van familiedrukwerk zoals geboorte-, huwelijks- en overlijdenskaarten, visitekaartjes, enveloppen en korte circulaires. Door het relatief kleine oplages van de degelpers, de opkomst van de offset en digitalisering in de grafische wereld is de degelpers aan het einde van de twintigste eeuw grotendeels in onbruik geraakt.
Een degelpers kan, in tegenstelling tot een offsetpers of een digitale printer, ook worden gebruikt voor foliedruk, stansen en prägen (blinddruk, embosseren).
Door de verscherpte regelgeving in verband met arbeidsveiligheid moeten de laatste nog in grafische bedrijven opgestelde degel-automaten, meestal zijn dat Heidelberger degels, aangepast worden met een extra afscherming, wat echter het afstellen van de machine niet gemakkelijker maakt. Daar de kosten vaak niet meer tegen de baten opwegen, verdwijnen steeds meer van deze machines.

## Herleving boekdruk
Anno 2019 is er wereldwijd ook een opleving te bespeuren van boekdruk, of in Engelse termen: "letterpress". Vergeleken met print- en drukwerk via de computer heeft boekdruk nog altijd extra kwaliteit, wat betreft kleurechtheid van inkten, lettertypen, mogelijke papiersoorten om te bedrukken en de "voelbaarheid". Adana-persen worden in de jaren 2020 nog steeds gemaakt.

## Musea
Degelpersen zijn te bewonderen in de grafische musea in Nederland en België, zoals in het Museum Plantin-Moretus in Antwerpen, waar een collectie oude houten handpersen te zien is. Verder zijn er degelpersen in Etten-Leur, Groningen, Meppel, Zutphen, Maastricht, Turnhout (twee musea), Gent (Industriemuseum), Berchem (Kastaar), Brussel, in het drukkerij-museum te Grootegast en in het Nederlands Openluchtmuseum te Arnhem.